# A11-es autópálya (Ausztria)

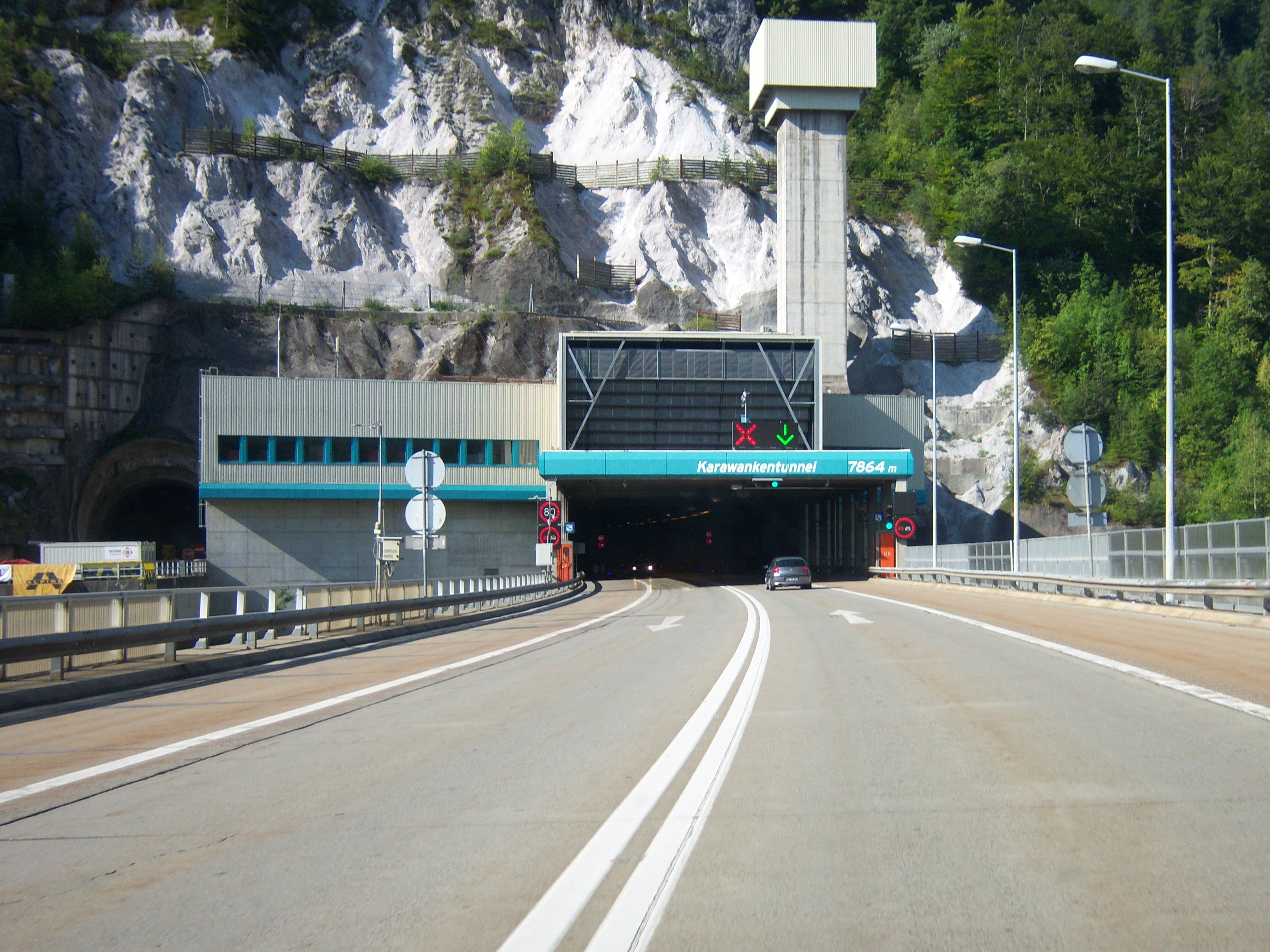
A Karavankák alagút osztrák bejárata

Az A11-es autópálya (németül: Karawanken Autobahn) autópálya Ausztria déli részén. Összeköttetést biztosít az osztrák és a szlovén gyorsforgalmi úthálózatok között.
Az A2-es és A10-es autópályától indul déli irányba, a Dráván áthaladva éri el a szlovén határt. Az autópálya teljes hossza 21,2 km. Érdekessége, hogy az osztrák–szlovén közúti határ az alagútban található.

## Története
A Karavankák-alagút (németül: Karawankentunnel, szlovénül: Predor Karavanke vagy Karavanški predor) egy autópályaalagút részben Ausztriában, részben Szlovéniában. Hossza 7864 m. Építése 1986-ban kezdődött, átadása 1991. június 1-jén történt.

## Fordítás
- Ez a szócikk részben vagy egészben a Karawanken Autobahn című német Wikipédia-szócikk fordításán alapul.  Az eredeti cikk szerkesztőit annak laptörténete sorolja fel. Ez a jelzés csupán a megfogalmazás eredetét és a szerzői jogokat jelzi, nem szolgál a cikkben szereplő információk forrásmegjelöléseként.